# 中华人民共和国宁波海事法院
中华人民共和国宁波海事法院，位于浙江省宁波市鄞州区中兴路801号，是中华人民共和国的一所海事法院。

## 沿革
1992年12月4日，最高人民法院作出《关于设立宁波海事法院的决定》（法发[1992]40号），根据《全国人大常委会关于在沿海开放城市设立海事法院的决定》，批准在浙江省设宁波海事法院，管辖浙江省所属港口和水域（包括所辖岛屿、所属港口和通海的内河水域）内发生的一审海事、海商案件。1993年1月1日，宁波海事法院开始受理案件。

## 管辖

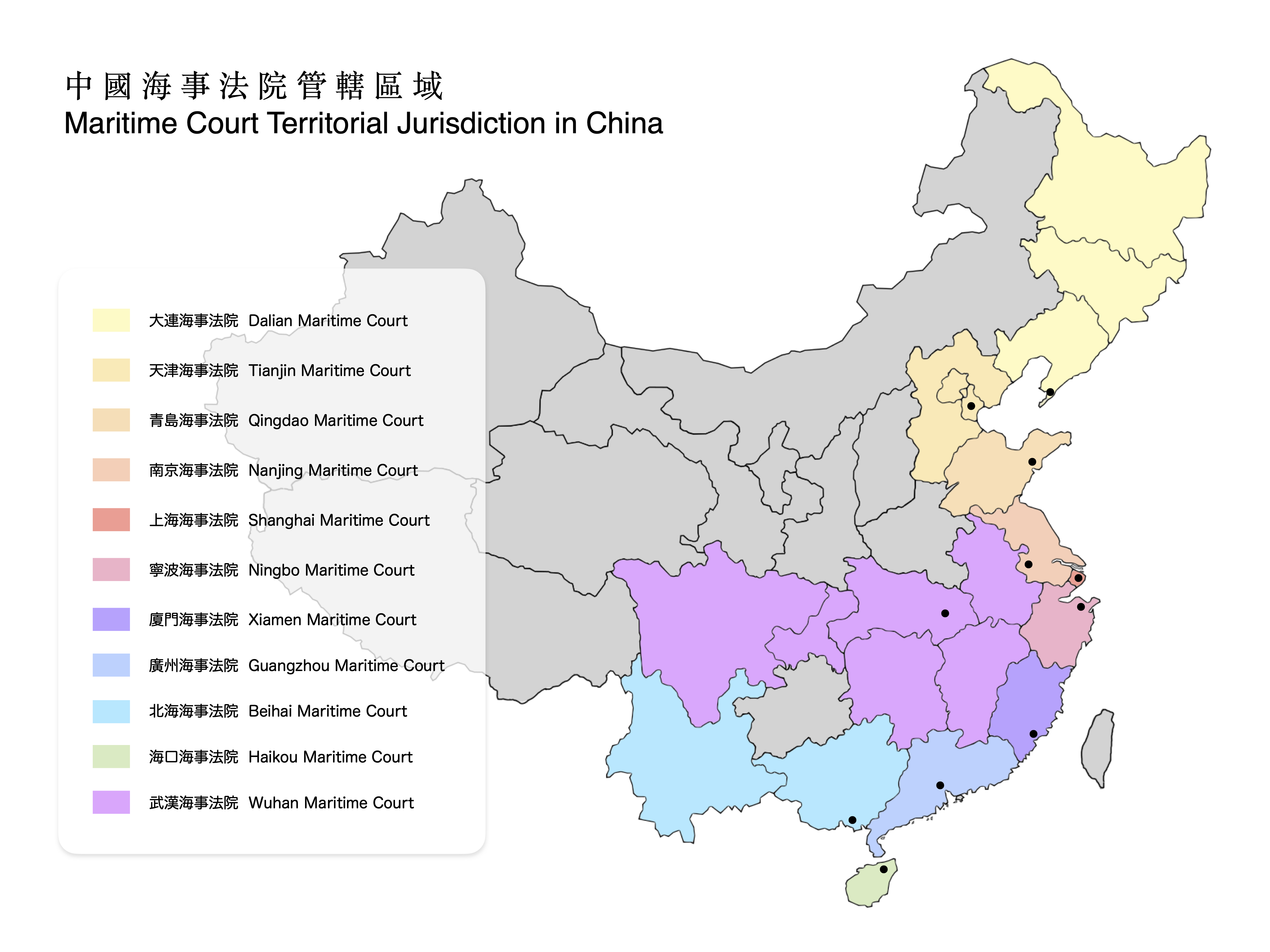
宁波海事法院管辖区域主要为浙江省水域

宁波海事法院管辖浙江省所属港口和水域（包括所辖岛屿、所属港口和通海的内河水域）内发生的一审海事、海商案件。上诉案件由浙江省高级人民法院管辖。
2016年，最高人民法院将相关海事行政案件纳入海事法院管辖范围。2017年2月，宁波海事法院被指定试点管辖海事刑事案件。2017年8月21日，宁波海事法院以交通肇事罪，判处马耳他籍货轮“卡塔利娜”二副艾伦有期徒刑三年六个月，这是中华人民共和国海事法院首次审理海事刑事案件。

## 机构设置

### 审判机构
- 立案庭
- 海事审判庭
- 海商审判庭
- 审判监督庭（挂赔偿委员会办公室牌子）
- 执行局（与执行庭合署办公）
- 自贸区海事法庭
- 台州法庭
- 温州法庭

### 其他机构
- 办公室（与研究室合署办公）
- 政治部
- 司法警察支队
- 审判服务保障中心
- 司法行政装备处
- 机关党委
- 纪检监察机构[4]

## 历任院长
- 汤能忠（1995年2月－2004年7月29日）[5][6]
- 郑瑞法（2004年7月29日－2005年11月30日）（宁波市中级人民法院院长兼任）[7]
- 诸锐璋（2005年11月30日－2012年2月21日）[8]
- 斯金锦（2012年2月21日－）[9]